# Прокопенко, Алёна Юрьевна
Алёна Юрьевна Прокопенко (род. 29 сентября 1992, Санкт-Петербург) — российская самбистка и дзюдоистка, бронзовый призёр чемпионата мира по дзюдо, 4-кратная чемпионка России по дзюдо, призёр чемпионата России по самбо, призёр чемпионатов мира среди военнослужащих, победительница Всемирных военных игр, Заслуженный мастер спорта России. Член сборной команды страны с 2012 года. Живёт в Санкт-Петербурге. Выступает за клуб «Минобрнаука» (Санкт-Петербург).

## Спортивные результаты

### Дзюдо
- III Всероссийская школьная спартакиада 2007 — ;
- Первенство России по дзюдо среди кадетов 2007 — ;
- Первенство России по дзюдо среди юниоров 2011 — ;
- Первенство Европы по дзюдо среди юниоров 2011 — ;
- Первенство Европы по дзюдо среди молодёжи 2011 — ;
- Первенство России по дзюдо среди молодежи 2012 — ;
- Первенство России по дзюдо среди молодежи 2013 — ;
- Первенство Европы по дзюдо среди молодёжи 2013 — ;
- Открытый Кубок Африки 2014 (Касабланка) — ;
- Чемпионат России по дзюдо 2014 — ;
- Чемпионат России по дзюдо 2015 — ;
- Чемпионат России по дзюдо 2016 — ;
- Чемпионат России по дзюдо 2017 — ;
- Большой шлем 2017 — ;
- Чемпионат России по дзюдо 2021 — ;
- Чемпионат России по дзюдо 2022 — ;
- Дзюдо на Всероссийской спартакиаде 2022 — ;
- Чемпионат России по дзюдо 2024 — ;

### Самбо
- Чемпионат России по самбо 2022 — ;
- Чемпионат России по самбо 2023 — ;
- Чемпионат России по самбо 2024 — ;

## Награды
Медаль ордена «За заслуги перед Отечеством» II степени (14 октября 2020) — за заслуги в развитии физической культуры и спорта, активную общественную деятельность.